# كذبة نبيلة

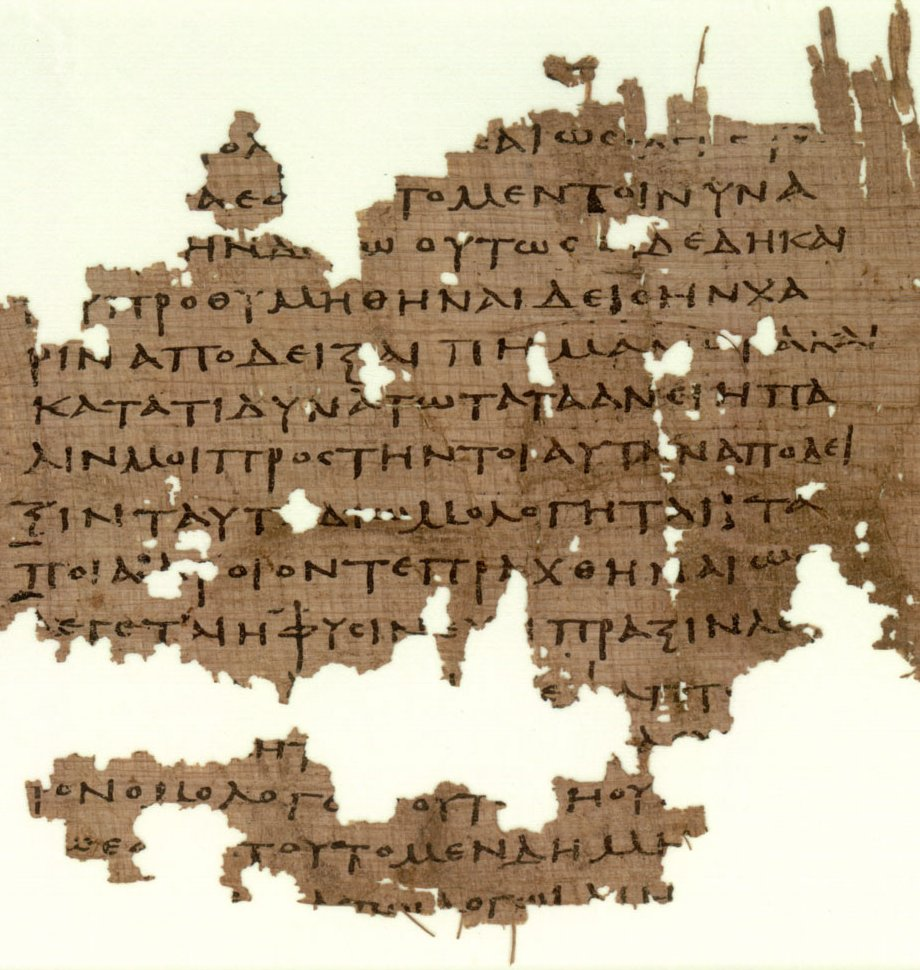
مخطوطة من القرن الثالث الميلادي تحتوي على أجزاء من الجمهورية لأفلاطون.

الكذبة النبيلة هي مفهوم سياسي يعتمد على أسطورة أو كذبة يتم نشرها عن قصد وعلم من قبل النخبة للحفاظ على الانسجام الاجتماعي أو لدفع أجندتهم وغالبًا ولكن ليس دائمًا تكون ذات طبيعة دينية. نشأ مفهوم الكذب النبيل في فلسفة أفلاطون في عمله المعروف باسم الجمهورية.